# Walter R. Booth
Walter Robert Booth (Worcester, 12 luglio 1869 – Birmingham, 1938) è stato un illusionista e regista britannico.
Fu uno dei pionieri del cinema britannico, lavorò prima per Robert William Paul, e poi per Charles Urban principalmente su film a trucchi, dove sperimentò tecniche che portarono nel 1906 alla realizzazione del primo film d'animazione britannico, The Hand of the Artist.

## Biografia
Dal 1882 al 1890 lavorò nella fabbrica di porcellana Royal Worcester. Booth era un mago dilettante che si unì alla compagnia di magia di John Nevil Maskelyne e David Devant all'Egyptian Hall di Piccadilly a Londra, dove si presume abbia incontrato per la prima volta il regista Robert W. Paul, che lì nel 1896 proiettò alcuni dei suoi primi film.

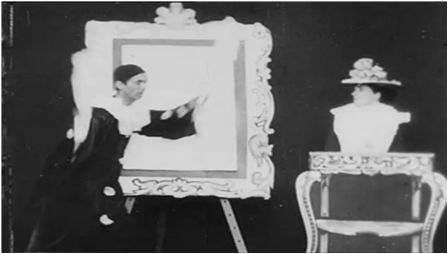
Scena tratta da Artistic Creation (1901)

Booth iniziò a lavorare per Paul, prima come ideatore e successivamente come regista, dirigendo diversi cortometraggi, cominciando nel 1899 con The Miser's Doom e Upside Down; or, The Human Flies.
Molte delle loro prime collaborazioni, come Hindoo Jugglers e Chinese Magic erano basate su giochi di prestigio, mentre A Railway Collision nel 1900 aprì la strada all'uso di modelli in scala. Raggiunsero il culmine della loro collaborazione un anno più tardi, nel 1901; con semplici film a trucchi, come Undressing Extraordinary, The Waif and the Wizard e An Over-Incubated Baby. La loro collaborazione continuò per i successivi cinque anni, dove produssero anche film più complessi e che integravano elementi disegnati a mano come The Devil in the Studio, Artistic Creation, Cheese Mites; or, Lilliputians in a London Restaurant, The Haunted Curiosity Shop, Scrooge; oppure, Il fantasma di Marley e The Magic Sword che venne paragonato al lavoro di Georges Méliès.
Nel 1906, Booth andò a lavorare per Charles Urban e costruì un suo studio all'aperto, dove con F.Harold Bastick realizzò The Hand of the Artist, che viene considerato il primo film d'animazione britannico. Con Urban produsse circa 15 film all'anno, inclusi film semi-animati, come The Sorcerer's Scissors e When the Devil Drives e fantascientifici, come The Airship Destroyer e The Aerial Submarine.
Successivamente produsse dei film pubblicitari, tra cui A Cure for Cross Words, per il cacao e il cioccolato di Cadbury e inventò un metodo pubblicitario chiamato Flashing Film Ads.
Morì a Birmingham nel 1938.

## Filmografia
- The Miser's Doom (1899)
- Upside Down; or, The Human Flies (1899)
- The Last Days of Pompeii (1900)
- Chinese Magic (1900)
- Hindoo Jugglers (1900)
- A Railway Collision (1900)
- Artistic Creation (1901)
- Cheese Mites; or, Lilliputians in a London Restaurant (1901)
- The Devil in the Studio (1901)
- The Haunted Curiosity Shop (1901)
- The Magic Sword (1901)
- An Over-Incubated Baby (1901)
- Scrooge, or, Marley's Ghost (1901)
- Undressing Extraordinary (1901)
- The Waif and the Wizard (1901)
- The Extraordinary Waiter (1902)
- Extraordinary Cab Accident (1903)
- Political Favourites (1903)
- The Voyage of the Arctic (1903)
- The '?' Motorist (1906)
- Is Spiritualism a Fraud? (1906)
- The Hand of the Artist (1906)
- The Sorcerer's Scissors (1907)
- When the Devil Drives (1907)
- Willie's Magic Wand (1907)
- The Airship Destroyer (1909)
- The Aerial Submarine (1910)
- Aerial Anarchists (1911)
- The Automatic Motorist (1911)
- Santa Claus (1912)